# Кравиц, Ленни
Леона́рд А́льберт (Ле́нни) Кра́виц (англ. Leonard Albert «Lenny» Kravitz; род. 26 мая 1964, Нью-Йорк) — американский певец, автор песен, мультиинструменталист, продюсер, аранжировщик и актёр. Его «ретро»-стиль объединяет элементы таких музыкальных направлений, как рок, соул, фанк, регги, психоделия, фолк и баллады.
В дополнение к роли вокалиста он, во время записи в студии, зачастую сам играет все партии гитар, баса, клавишных, барабанов и перкуссии. Четыре года подряд получал награду Грэмми в номинации «Лучшее мужское вокальное рок-исполнение» — с 1998 по 2002 годы. В рейтинге «VH1’s 100 Greatest Artists of Hard Rock» он стоит на 93-м месте. Ленни Кравиц продал примерно 20 миллионов своих записей по всему миру. Дочь Ленни Зои Кравиц пошла по стопам отца и помимо съёмок в кино также играет на гитаре и поёт.
В качестве артистов, значительно повлиявших на него, называет Принса, Дэвида Боуи, Стиви Уандера и Пола Маккартни.

## Биография
Кравиц родился 26 мая 1964 года в Нью-Йорке единственным ребенком продюсера телевизионных новостей NBC Си Кравица (1924―2005) и актрисы Рокси Рокер (1929―1995). Его мать происходила из христианской семьи афроамериканского и багамского происхождения. Его дед был русско-еврейского происхождения. По линии своей матери Кравиц является троюродным братом телеведущего Эла Рокера, ведущего прогноз погоды на телевидении, поскольку их деды были братьями. Кравиц был назван в честь своего дяди, Леонарда Кравица, рядового первого класса, который был убит в бою во время Корейской войны в возрасте 20 лет, когда в одиночку отражал атаку китайцев, позволив большей части своего взвода спастись.
В ранние годы жизни Кравиц не рос в религиозной среде. После духовного опыта, полученного в 13 лет, он начал посещать церковь, а позже стал христианином, не принадлежащим к какой-либо конфессии. Кравиц вырос, проводя будни в Верхнем Ист-Сайде Манхэттена со своими родителями, посещая начальную школу P.S. 6, The Lillie Devereaux Blake School, а выходные проводил в доме своей бабушки Бесси в районе Бедфорд-Стайвесант в Бруклине.
В возрасте трех лет он начал стучать по кастрюлям и сковородкам на кухне, играя на них как на барабанах. В возрасте пяти лет он решил, что хочет стать музыкантом. Он начал играть на барабанах, а вскоре и на гитаре. Он вырос, слушая музыку, которую любили его родители: ритм-энд-блюз, джаз, классику, оперу, госпел и блюз. Он сказал: Мои родители очень поддерживали меня в том, что я рано полюбил музыку, и они водили меня на множество концертов. Примерно в возрасте семи лет он увидел выступление The Jackson 5 в Мэдисон-сквер-гарден, и они стали его любимыми исполнителями. Его отец, который был джазовым промоутером, дружил с Дюком Эллингтоном, Сарой Воан, Каунтом Бейси, Эллой Фитцджеральд, Бобби Шортом, Майлзом Дэвисом и другими великими джазменами; Эллингтон сыграл для него «Happy Birthday» на его пятый день рождения.
В 1974 году, в возрасте 10 лет, Кравиц вместе с родителями переехал в Лос-Анджелес, когда его мать получила роль в сериале «Джефферсоны». По настоянию матери он на три года присоединился к Калифорнийскому хору мальчиков, где исполнял классический репертуар, а также пел в Метрополитен-опера. Он принял участие в исполнении Третьей симфонии Малера в Hollywood Bowl. Именно в Лос-Анджелесе Кравиц познакомился с рок-музыкой, слушая The Beatles, the Rolling Stones, Led Zeppelin, Джими Хендрикса, Grateful Dead, Aerosmith, Black Sabbath, Creedence Clearwater Revival, Kiss, Pink Floyd и the Who, и он сказал, что он его "привлекали крутой стиль, девушки, рок-н-ролльный образ жизни".
Во время учебы в младших классах средней школы он также познакомился с марихуаной; по его словам, в юности он был наркоманом. Среди других музыкантов, оказавших на него влияние в то время, были Фела Кути, Билл Уизерс, Марвин Гэй, Фароа Сандерс и Майлз Дэвис. Позднее на него оказали влияние Джон Леннон и Боб Марли. Кравиц учился в средней школе Беверли-Хиллз, где он был одноклассником Марии Макки, Николаса Кейджа и Слэша. Он самостоятельно научился играть на фортепиано и бас-гитаре и подружился с Зоро, который позже стал его давним коллегой. Его родители развелись в 1985 году.

## Карьера

### 1989—90: Дебют и работа с «Virgin Records»
Звукозаписывающие компании продолжали считать музыку Ленни «недостаточно чёрной» или «слишком белой», так что Кравиц решил самостоятельно записать весь альбом. В 1985 он встретился с басистом, и, по совместительству, звукорежиссёром Генри Хиршем, с которым на студии в Хобокене они создали первые «демо». Им обоим нравились R&B, джаз и рок, и оба разделяли интерес к использованию при записи «живых» инструментов и раритетного записывающего оборудования. В будущем Ленни будет сотрудничать с Генри при создании большей части своих альбомов. В течение следующих полутора лет Кравиц и Хирш работали над сборником, а отец Ленни оплачивал аренду студии. Также Кравиц познакомился с саксофонистом Карлом Денсоном и пригласил его для участия в записи трека «Let Love Rule». Игра Денсона настолько впечатлила Ленни, что Карл появился и в других композициях, а также следующие пять лет выступал в турах вместе с Кравицем.
В канун Нового 2000 года выступил с Принсом на концерте, получившим название Rave Un2 the Year 2000.
В 2014 году Кравиц был приглашён в Россию для выступлений в культурно-развлекательной части автогонки «Формулы-1» Гран-при России в Сочи. Гонорар музыканта составил 88 миллионов рублей.

## Личная жизнь
В 1985 году Кравиц познакомился с актрисой Лизой Боне за кулисами концерта в Калифорнии. Они были близкими друзьями в течение двух лет, прежде чем завязались отношения. В 1987 году Кравиц вернулся в Нью-Йорк, чтобы переехать к Боне. Они сбежали в Лас-Вегас 16 ноября 1987 года, в день ее 20-летия. Кравиц, в то время все еще известный как Ромео Блю, попал в заголовки таблоидов. 1 декабря 1988 года у них с Боне родилась дочь Зои Изабелла Кравиц, которая стала актрисой, певицей и моделью. Кравиц и Боне расстались в 1991 году. Они развелись по взаимному согласию в 1993 году.
С 1991 по 1996 год Кравиц встречался с французской певицей и моделью Ванессой Паради. В 2001 году он начал встречаться с бразильской моделью Адрианой Лимой, они жили вместе до помолвки в 2002 году. Помолвка была расторгнута в августе 2003 года. Лима снялась в клипе Кравица на сингл 2002 года «Yesterday Is Gone (My Dear Kay)». С 2003 по 2004 год он недолго встречался и был помолвлен с австралийской актрисой Николь Кидман.
В 2011 году он заявил, что его религиозное обязательство соблюдать целибат до повторного вступления в брак, данное им в 2005 году, не изменилось. Однако в интервью журналу Men's Health в 2014 году он пересмотрел свою прежнюю позицию. В 2024 году Кравиц вновь подтвердил свое желание соблюдать целибат, заявив, что именно неверность его отца вдохновила его на перемены. После женитьбы [на бывшей жене Лизе Бонет] Я стал больше походить на него. Я становился игроком... Мне это не нравилось. Я не хотел быть таким парнем. Так что мне пришлось бороться с этим, и на это ушли годы... взяв на себя ответственность. Дисциплина. Не позволять своим собственным желаниям взять верх. В том же интервью Кравиц заявил, что на тот момент у него не было романтических отношений уже 9 лет.
У него есть дом в Париже, фермерский комплекс в Бразилии, и трейлер с прилегающей землей на Багамах.
Он придерживается веганства, преимущественно сырой веганской диеты, и использует свои земли в Бразилии и на Багамах для выращивания собственных продуктов питания.

## Дискография
- 1989 — Let Love Rule
- 1991 — Mama Said
- 1993 — Are You Gonna Go My Way
- 1995 — Circus
- 1998 — 5
- 2001 — Lenny
- 2004 — Baptism
- 2008 — It Is Time for a Love Revolution
- 2011 — Black and White America
- 2014 — Strut[англ.]
- 2018 — Raise Vibration
- 2024 — Blue Electric Light

## Фильмография
- 2001 — Образцовый самец — в роли самого себя
- 2009 — Сокровище — медбрат Джон
- 2012 — Голодные игры — Цинна
- 2013 — Голодные игры: И вспыхнет пламя — Цинна
- 2013 — Дворецкий — дворецкий Джеймс Холлоуэй
- 2022 — Моя пиратская свадьба — Шон Хокинс

## Награды
- Орден Искусств и литературы (Франция; декабрь 2011)[51]